# نیزار

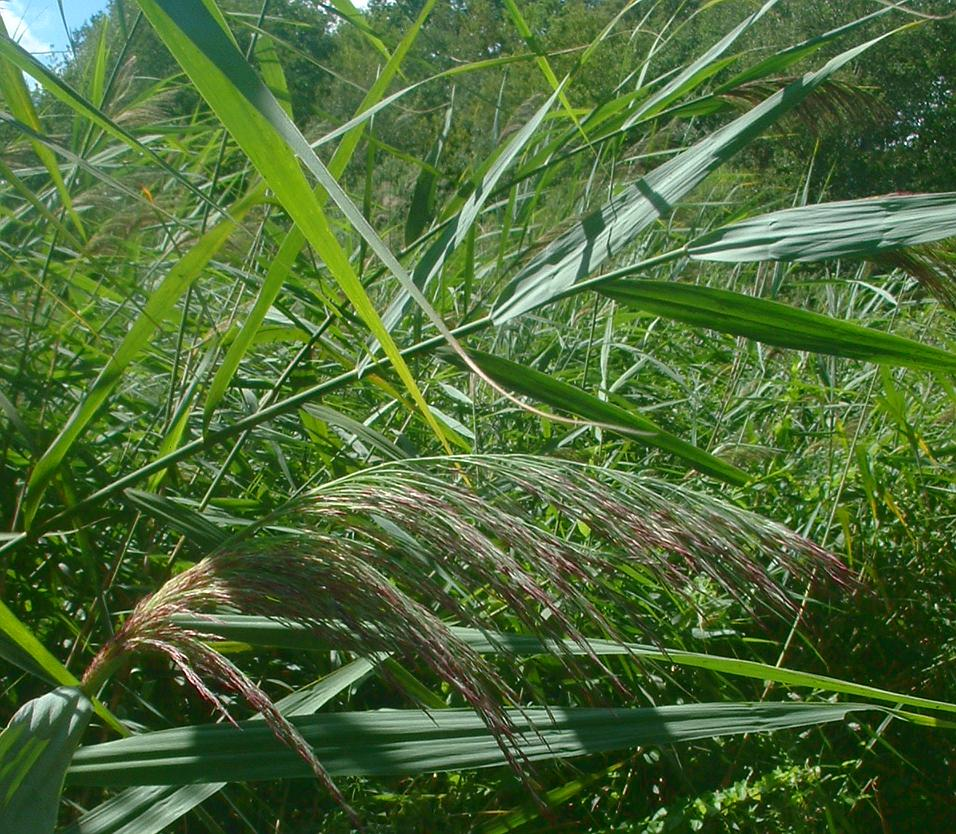
یک نیزار در تابستان

نیزارها زیستگاه‌هایی طبیعی هستند که در مرداب یا هور، دشت‌های سیلابی و مناطق پرآب و خلیج‌های دهانه‌ای دیده می‌شوند و پوشش گیاهی آنها انواع نی است. برخی از گونه‌های جانوری یا پرندگان وابستگی ویژه‌ای به زیستگاه‌های نیزاری دارند مانند سردۀ سسک‌های نیزار.
- نکته: شکل رایج نوشتن نام این نوع زیستگاه "نیزار" است. همچنین از لحاظ فرهنگستان زبان فارسی، هر دو شیوۀ چسبیده و جدانویسی این واژۀ پذیرفته‌شده است و در عین حال، شیوۀ چسبیده را اولویت قرار داده است.

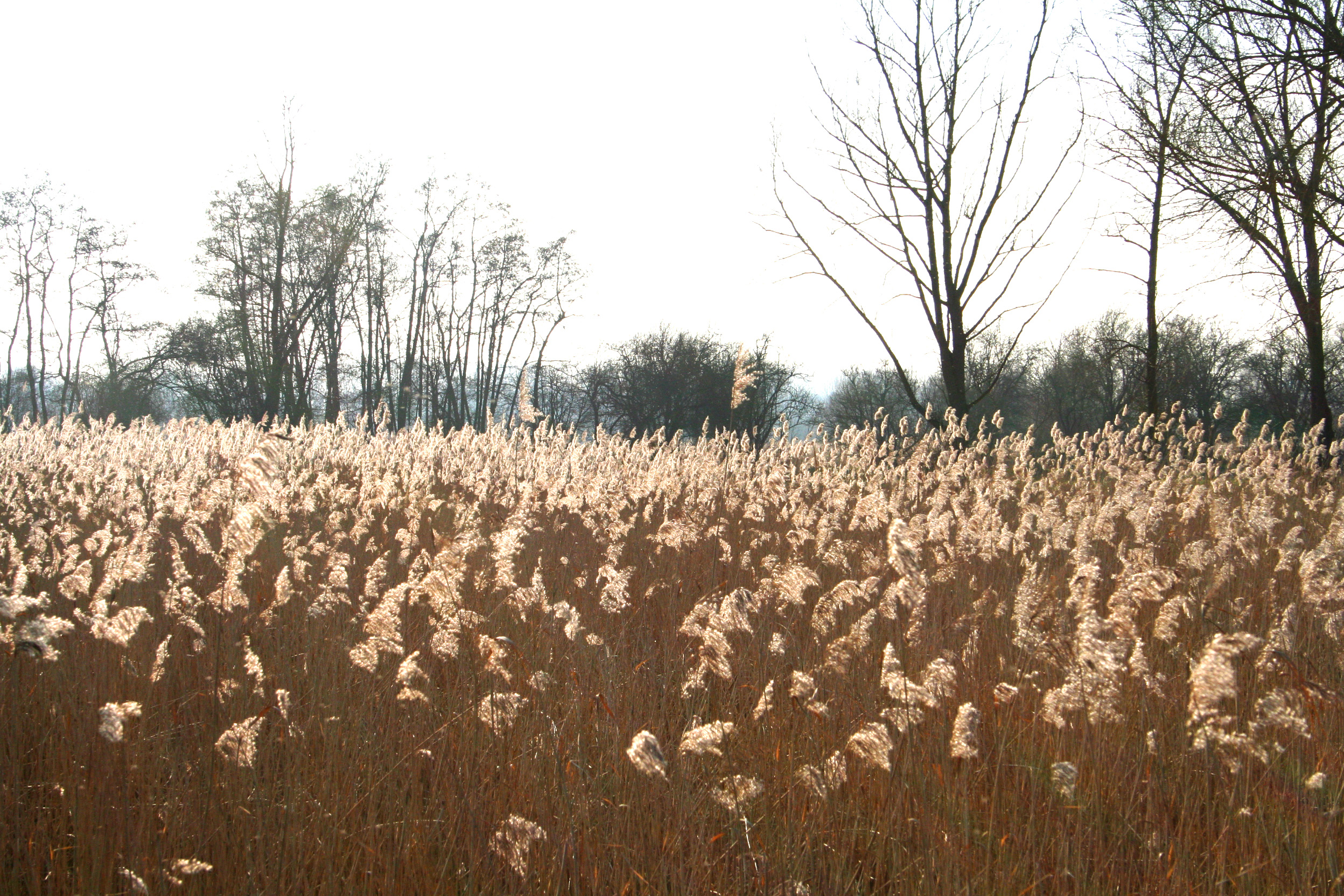
نیزاری در زمستان
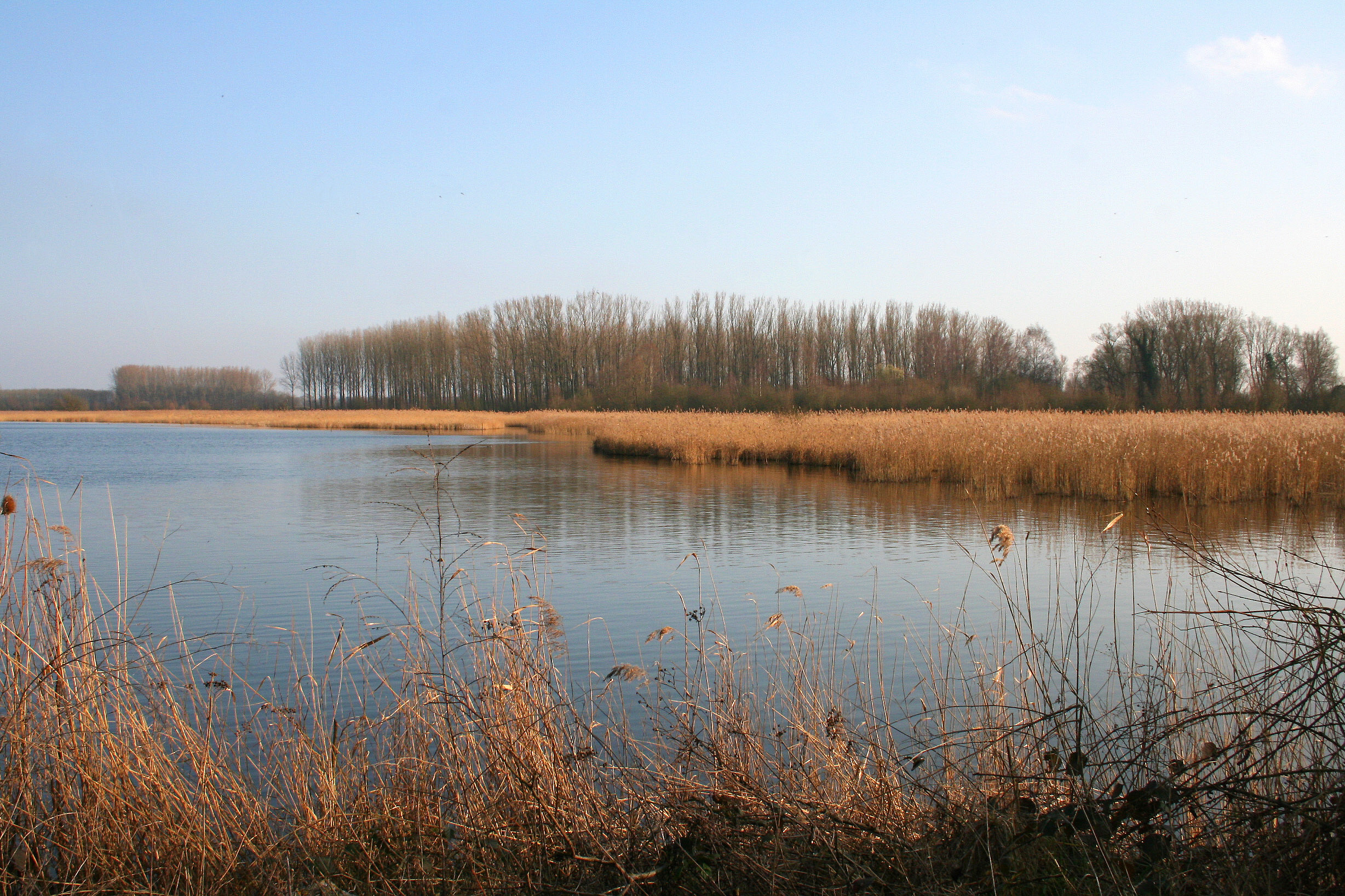
نیزار دریاچه هرچیس بلژیک
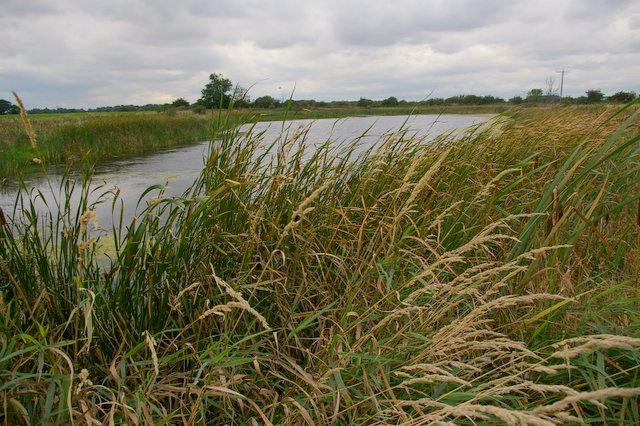
نیزار
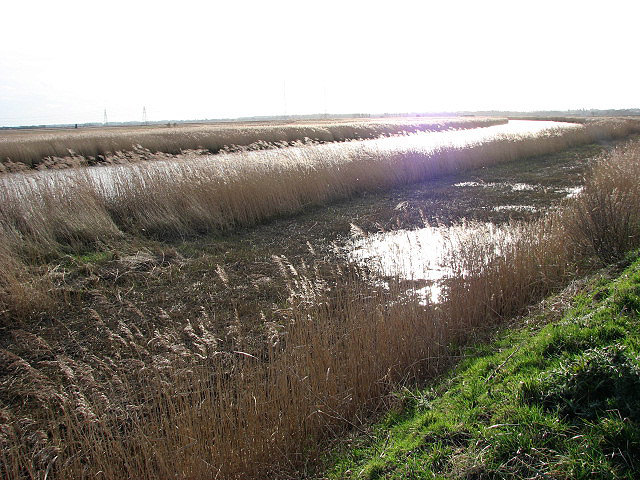
یک نیزار صنعتی